# Сообразительный (эсминец, 1939)
«Сообразительный» — эскадренный миноносец проекта 7-У Черноморского флота ВМС СССР. Участвовал во всех основных операциях Великой Отечественной войны на Чёрном море: обороне Одессы, обороне Севастополя, Керченско-Феодосийской десантной операции, битве за Кавказ (1942—1943). Гвардейский экипаж (1943).

## Строительство
Корабли данного проекта разрабатывались конструкторским бюро Северной судостроительной верфи под общим руководством главного конструктора Н. А. Лебедева и наблюдением представителя ВМФ А. Э. Цукшвердта.
Корабль был заложен как «Прозорливый» 15 октября 1936 года в Николаеве на заводе № 200 (имени 61 коммунара) по проекту 7 с заводским номером 1078. 3 марта 1939 года эсминец был перезаложен по проекту 7У, и спущен на воду 26 августа 1939 года. 25 сентября 1940 года корабль был переименован в «Сообразительный». Эсминец вступил в строй 7 июня 1941 года и вошёл в состав Черноморского флота, Эскадра Черноморского флота, 3-й дивизион эсминцев Отряда лёгких сил. Носил тактический номер 13 .

## История службы

### 1941 год
22 июня 1941 года «Сообразительный» встретил под командованием старшего лейтенанта (впоследствии капитан-лейтенант, капитана 3 и 2 ранга) Сергея Степановича Воркова в составе 3-го дивизиона эсминцев Отряда лёгких сил в Севастополе. 25 и 26 июня при набеге лидеров «Харьков» и «Москва» на Констанцу эсминец входил в группу кораблей поддержки и 26 июня на отходе эскортировал повреждённый «Харьков» в Севастополь. При этом, предположительно, «Сообразительный» потопил атаковавшую лидер советскую подводную лодку Щ-206. С конца августа корабль включился в оборону Одессы, эскортируя транспорты, перевозя грузы и людей, поддерживая огнём обороняющиеся войска. Так, с этой целью 31 августа «Сообразительный» израсходовал 50, 1 сентября — 194 и 2 сентября — 140 снарядов. 25 сентября на буксире эсминец привел в Севастополь тяжело повреждённый эсминец «Беспощадный». 29—31 декабря в ходе Керченско-Феодосийской десантной операции входил в состав отряда охранения второго отряда транспортов. 31 декабря осуществлял огневую поддержку действиям войск десанта на берегу, израсходовав 122 снаряда .

### 1942 год
1 и 2 января 1942 года «Сообразительный» осуществлял огневую поддержку войск в районе Феодосии, израсходовав 161 снаряд. Участвовал в морской десантной операции в районе Судака, для чего 15 января в составе отряда высадки вышел из Новороссийска. Уже в море выяснилось, что на «Сообразительном» находятся войска, которые должны были идти на эсминце «Шаумян», и наоборот. Поскольку эсминцы должны высаживать свои войска на разных флангах района высадки, то решили корабли не перенацеливать, а поставить новые боевые задачи войскам. В 23.00 «Сообразительный» начал высадку войск в бухте Новый Свет и к 5.00 16 января завершил её. 17 января прибыл в Феодосию, но был обстрелян при входе в порт батареей противника, после чего сразу отошёл на рейд, уточнил обстановку у сторожевых катеров и, приняв на борт 8 раненых и 29 пассажиров, ушёл в Новороссийск. 18 января его возвращают в Феодосию, и 19 и 20 января он оказывает огневое содействие войскам в районе Феодосии. 25 января поддерживал огнём войска в районе Судака. 21 февраля в составе отряда кораблей обстрелял позиции германских войск в районе Феодосии. При возвращении из-за штормовой погоды получил повреждения корпуса. Под ударами 8-балльных волн прогнулась палуба в районе 23 — 26-го шпангоутов, согнулся пиллерс, появились трещины в листах настила. В наружной обшивке на 35 — 36-м шпангоутах образовались гофры. Через деформированные дверцы и крышки люков, иллюминаторы под полубаком начала сочиться вода. Были сорваны и унесены в море вьюшка для троса на полубаке, 6 стоек леерного ограждения, кранцы, 2 вентиляционных грибка. Образовались трещины в щитах 1-го и 4-го 130-мм орудий, погнулся левый кронштейн большого бомбосбрасывателя, разбились стекла в окнах ходовой рубки. Наконец, при резком крене на левый борт сломалась и упала в воду грот-мачта. Эсминцу пришлось уменьшить ход до 12 узлов и возвращаться в базу.
27 и 28 февраля, 1 марта в эсминец составе отряда кораблей оказывал артиллерийскую поддержку войскам Крымского фронта. 6 марта корабль взял на борт 170 бойцов и около 15.00 вышел из Туапсе в Севастополь. На эсминце находился член военного совета флота дивизионный комиссар И. И. Азаров. В ночь на 7-е погода внезапно испортилась. К 4.00 ветер усилился до 7 баллов, волнение моря — до 6. От ударов встречных волн в настиле полубака и верхних поясах обшивки появились трещины, сквозь ослабленные заклепочные соединения стала поступать вода. Только что заделанная обшивка в районе 35 — 36-го шпангоутов снова растрескалась; в наружной обшивке между 32-м и 46-м шпангоутами с обоих бортов образовались гофры. В настиле палубы между кожухом первой трубы и мостиком появилась поперечная трещина длиной 0,8 м; в районе 94 — 96-го шпангоутов — три трещины по 0,3 м. 14 иллюминаторов, 8 водонепроницаемых дверей и 5 крышек люков деформировались и потеряли герметичность. Во внутренние отсеки поступило около 300 т воды. В 4.10 волной сорвало крепление глубинных бомб и 4 бомбы Б-1 смыло за борт. Повреждённый эсминец прибыл в Севастополь, где подвергся атаке бомбардировщиков противника у Херсонесского маяка, а затем подвергся обстрелу немецкой артиллерии со стороны Бельбека. Корабль был вынужден поставить дымовую завесу и перейти в Северную бухту. «Сообразительный» избежал попаданий и затем вернулся на Кавказ вместе со старым крейсером «Коминтерн» и транспортом «Кубань».
29 апреля и 13 мая «Сообразительный» поддерживал огнём обороняющиеся войска под Севастополем, израсходовав 44 и 69 снарядов. 9 мая совместно с эсминцем «Бдительный» вел артиллерийский огонь по позициям германских войск в районе Феодосии. 27 июня оказывал помощь повреждённому лидеру «Ташкент» на подходах к Новороссийску, сняв с него пассажиров. «Сообразительный» по перекинутым сходням за 22 минуты принял на свой борт 1975 человек — раненых, детей и женщин, которых лидер «Ташкент» эвакуировал из осажденного Севастополя. 250 человек поместили на полубаке, 1200 человек на шкафуте правого и левого бортов, 300 человек — на юте, остальные — в кубриках. Положение осложнялось и тем, что на эсминце были уложены к транспортировке в Севастополь принятые накануне в Поти с линкора «Парижская Коммуна» снаряды калибра 305-мм, уложенные на верхней палубе (70 тонн), а также ящики со снарядами к зенитным орудиям, расположенные в кубриках (20 тонн). Это всё резко ухудшило остойчивость корабля, снизило метацентрическую высоту, увеличило валкость и практически свело возможность к манёврам к нулю. Когда корабль вошёл в гавань Новороссийска и ошвартовывался у стенки, спасенные пассажиры хлынули на один борт и через поручни полезли на причал. Лишь благодаря тому, что боцманская команда успела забросить швартовые концы и закрепить корабль, трагедии удалось избежать — эсминец навалился на причал левым бортом с креном в 15 градусов, но не перевернулся.
2 июля при массированном налёте на Новороссийск эсминец избежал прямых попаданий, но получил повреждения от близких разрывов авиабомб. Основные неприятности причинила 500-кг бомба, угодившая в железнодорожный путь, проходивший у самого борта. Палубу полубака засыпало метровым слоем земли и щебня, а искорёженные рельсы зацепились за нос корабля и прижали его к пирсу. От сильного сотрясения вышли из строя компасы и все электронавигационные приборы. После налёта на «Сообразительный» прибыл командующий эскадрой адмирал Л. А. Владимирский и приказал немедленно покинуть базу, так как авиация противника могла повторить атаку, эсминец перешёл в Туапсе.
1 и 4 сентября «Сообразительный», маневрируя совместно с лидером «Харьков» в Цемесской бухте, обстрелял войска противника на подходах к Новороссийску. 3 октября совместно с эсминцем «Бойкий» обстрелял порт Ялта, израсходовав 203 снаряда. С возвращением в базу встал в ремонт. 29 ноября — 2 декабря в составе отряда боевых кораблей участвовал в набеге на коммуникации противника и обстреле острова Фидониси. 12—14 и 26—29 декабря обеспечивал набег четырёх тральщиков на коммуникации противника.

### 1943 год
1 февраля 1943 года эсминец в составе отряда кораблей обстреливал позиции германских войск в районе Новороссийска, израсходовав 295 снарядов. 4 февраля в составе отряда кораблей осуществлял огневую подготовку высадки войск десанта в районе Южная Озерейка — Станичка, израсходовав 310 снарядов. 22 февраля совместно с лидером «Харьков» обстрелял позиции германских войск в районе Новороссийска. 25 февраля обстрелял порт Анапа, израсходовав 60 снарядов. 1 марта удостоен гвардейского звания. В начале августа гв. э/м «Сообразительный» ЧФ встал в ремонт, завершившийся уже после окончания военных действий. В дальнейшем из-за износа механизмов интенсивность использования корабля резко снизилась, непосредственно в боевых операциях он больше не участвовал.
За годы Великой Отечественной войны «Сообразительный» совершил 218 выходов в море, прошёл 63 785 миль за 361 ходовой день, отконвоировал 59 транспортов с находившимися на них 70 000 человек и 150 000 т грузов, перевез 14 230 солдат и эвакуированных, около 1000 т груза. Эсминец участвовал в 4 десантных и 9 набеговых операциях, провёл 56 обстрелов боевых порядков противника и около 100 стрельб по самолётам, выпустил 2863 130-мм снаряда (почти 5 боекомплектов), 1215 76-мм, 1623 45-мм и 478 37-мм снарядов. На берегу им подавлены более 10 артиллерийских и миномётных батарей, уничтожены 30 танков, бронемашин и автомобилей противника. Эсминец «Сообразительный» 267 раз подвергался атакам авиации противника в группе кораблей и 126 раз отбивался от самолётов врага в одиночестве. Сбито 5 самолётов противника. За 1941 год эсминец прошёл 13 874 мили за 1108 ходовых часов, за 1942 год — 27 693 мили за 1530 ходовых часов, за 1943 год им было пройдено 7804 мили, за 1944-й — 3215 мили, за 1945-й — 3198 мили.
Все члены экипажа награждены орденами и медалями СССР. Бывшему зенитному комендору эсминца В. Я. Ходыреву, в 1942 году направленному в морскую пехоту, присвоено звание Героя Советского Союза. Всего из состава экипажа эсминца на сухопутном фронте воевали 101 человек.

### Послевоенная служба

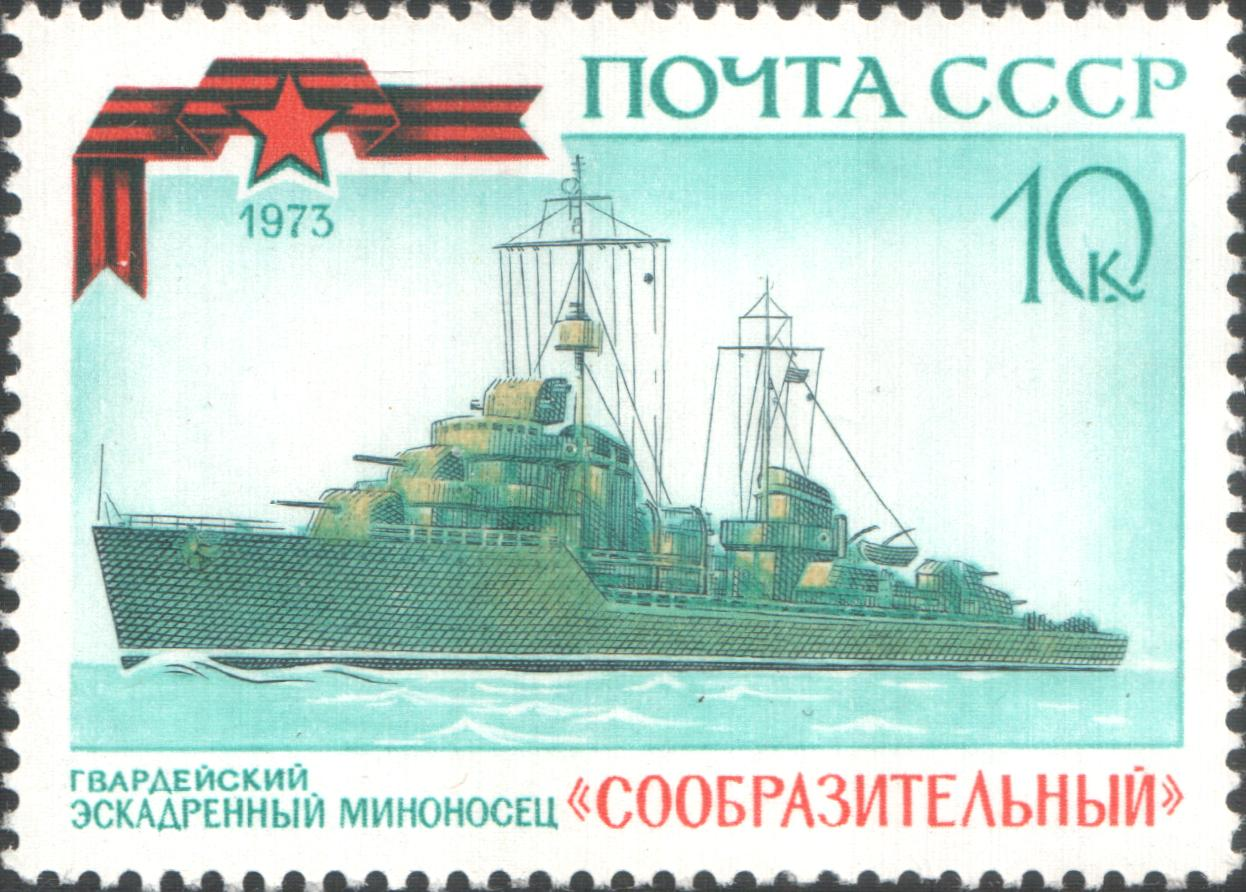
Марка СССР (1973): Эсминец «Сообразительный».

В период с 19 декабря 1945 года по 25 августа 1947 года гв. э/м «Сообразительный» ЧФ прошёл капитальный ремонт. С 29 декабря 1951 года по 1958 год он был модернизирован и перестроен по проекту 32 в спасательное судно, и 20 марта 1956 года переименован в «СДК-11», а 12 февраля 1957 года — в «СС-16». 27 марта 1960 года корабль был законсервирован и поставлен в отстой, 14 сентября 1963 года корабль переоборудован в судно-цель «ЦЛ-3». 19 марта 1966 года судно-цель «ЦЛ-3» было исключено из списков судов ВМФ и было разобран на металл в Инкермане .
В 1973 году в СССР были выпущены почтовая марка и карточка для картмаксимума с изображением эсминца.

## Командиры корабля
- гвардии старший лейтенант / капитан-лейтенант / капитан 3 и 2 ранга Сергей Степанович Ворков (до 28 декабря 1944 года),
- гвардии капитан 2 ранга Георгий Федорович Годлевский (1945),
- гвардии капитан-лейтенант Григорий Кузьмич Кириченко (10.1945).